# Chanet
Pour les articles homonymes, voir Chanet (homonymie).
Chanet est une ancienne commune française, située dans le département du Cantal en région Auvergne-Rhône-Alpes, réunie à Allanche en 1964.

## Géographie
La commune avait une superficie de 11,04 km2.

## Toponymie
Équivalent de canet : « cannaie, taillis de cannes ».

Chanet (1187).

## Histoire
La commune est créée en 1790. Elle fait partie du canton d'Allanche et de l'arrondissement de Murat, puis, à partir de 1926, de celui de Saint-Flour.
En 1882, une école-mairie est construite au hameau de Feydit, le plus important par sa population, et celui-ci devient le centre administratif de la commune, après être devenu en 1842 le centre paroissial avec la construction de la nouvelle église de Feydit.
L'école fermera ses portes en 1963 et le 29 octobre 1964, la commune est réunie à Allanche  dans le cadre d'une fusion simple.

## Administration
| Période                                  | Période | Identité | Étiquette | Qualité |
| ---------------------------------------- | ------- | -------- | --------- | ------- |
|                                          |         |          |           |         |
| Les données manquantes sont à compléter. |         |          |           |         |

## Démographie
| 1793 | 1800 | 1806 | 1821 | 1831 | 1836 | 1841 | 1846 | 1851 |
| ---- | ---- | ---- | ---- | ---- | ---- | ---- | ---- | ---- |
| 260  | 254  | 260  | 266  | 282  | 360  | 315  | 316  | 302  |

| 1856 | 1861 | 1866 | 1872 | 1876 | 1881 | 1886 | 1891 | 1896 |
| ---- | ---- | ---- | ---- | ---- | ---- | ---- | ---- | ---- |
| 294  | 282  | 260  | 243  | 232  | 218  | 238  | 217  | 210  |

| 1901 | 1906 | 1911 | 1921 | 1926 | 1931 | 1936 | 1946 | 1954 |
| ---- | ---- | ---- | ---- | ---- | ---- | ---- | ---- | ---- |
| 235  | 245  | 213  | 174  | 147  | 154  | 138  | 98   | 77   |

| 1962 | - | - | - | - | - | - | - | - |
| ---- | - | - | - | - | - | - | - | - |
| 53   | - | - | - | - | - | - | - | - |

Histogramme

(élaboration graphique par Wikipédia)

## Lieux et monuments
- Église Saint-Julien, classée au titre des monuments historiques.
- Église de Feydit